# Joseph König
|  | Aquest article tracta sobre el teòleg catòlic. Si cerqueu el químic alimentari, vegeu «Joseph König (químic)». |

Joseph König (7 setembre 1819, a Hausen un der Aach, Gran Ducat de Baden – 22 juny 1900, a Friburg de Brisgòvia) era un teòleg catòlic romà alemany i exegeta bíblic.

## Vida
Va ser ordenat sacerdot el 1845. El 1847 König va rebre el títol de privatdozent, va ser professor de literatura de l'Antic Testament i exegesi a la Universitat de Friburg, a títol extraordinari el 1854 i a títol ordinari de 1857 a 1894. En finalitzar aquest període va dimitir del seu magisteri.

## Obres
Els textos d'exegesi de König s'inclouen:
- "Dau Unsterblichkeitsidee im Buche Job" (1855) [La idea d'immortalitat al llibre de Job]
- "Dau Theologie der Psalmen" (1857) [La teologia dels salms]
- "Das alttest. Königtum" (Programa, 1863) [L'Antic Testament]
- "Alterar u. Entstehung des Pentateuchs" (discurs de rectorat, 1884). [Edat o origen del Pentateuc]

A König se li va confiar el paper d'editor del "Freiburger Diözesan-Archiv" (Arxiu Diocesà de Friburg). Durant el seu període com a editor es van produir significatives contribucions a la història de les abadies més importants com Reichenau, Sant Gal i Fulda, moltes de les quals de la seva pròpia ploma. Va ser reconegut per las seva tasca de recerca en història diocesana, però la seva contribució més significativa, per la qual és recordat, són els estudis sobre la història de la Universitat de Friburg (vegeu "Freiburger Diözesan-Archiv", XXI i XXII). Durant els anys 1885 a 1889 l'activitat de König es va centrar en el "Necrologium Friburg", un registre del període 1827-87.